# 711 Marmulla
711 Marmulla eller 1911 LN är en asteroid i huvudbältet, som upptäcktes den 1 mars 1911 av den österrikiske astronomen Johann Palisa. Den är uppkallad efter det tyska ordet Marmel, vilket betyder Spelkula.
Asteroiden har en diameter på ungefär 9 kilometer och den tillhör asteroidgruppen Flora